# Граздира, Цирил Методей
Цирил Методей Граздира (чеш. Cyril Metoděj Hrazdira; 16 января 1868, Раец-Естршеби, ныне район Бланско, Чехия — 3 декабря 1926, Брно) — чешский дирижёр и композитор.
Окончив гимназию в Брно, поступил в 1885 г. в школу органистов под руководством Леоша Яначека и уже на следующий год начал исполнять обязанности органиста в различных храмах города. По окончании школы в 1888—1891 гг. проходил военную службу в Оломоуце, в военном оркестре 93-го пехотного полка Австро-венгерской армии. Затем до 1898 г. работал хормейстером в Польской Остраве. Далее отправился в Россию, был капельмейстером флотского оркестра в Севастополе. Вернувшись в Остраву в 1899 году, вновь руководил одним из городских хоровых коллективов.
В 1903—1907 гг. — главный дирижёр Национального театра в Брно. Ключевым событием в период работы Граздиры стала прошедшая 21 января 1904 года под его управлением премьера оперы Яначека «Енуфа». Кроме того, Граздира дирижировал в театре произведениями Антонина Дворжака, Йозефа Богуслава Фёрстера, Йозефа Сука, Бедржиха Сметаны, П. И. Чайковского и др.
По окончании работы в Брно в течение года руководил музыкальной школой в городе Вельке-Мезиржичи, затем дирижировал оперными постановками в Остраве, а в 1912—1924 гг. преподавал и дирижировал операми в Сплите, Любляне и Загребе.
Композиторское наследие Граздиры включает несколько опер и оперетт, ряд камерных сочинений и оркестровых увертюр, однако преобладает в нём хоровая и вокальная музыка.